# 安东尼奥·布鲁纳
安东尼奥·布鲁纳（義大利語：Antonio Bruna，1895年2月14日—1976年12月25日），意大利男子足球运动员，司职后卫。他曾代表意大利参加1920年夏季奥林匹克运动会足球比赛，获得第四名。他也曾入选1924年夏季奥运会意大利男子足球队阵容，但并未上场参赛。